# 87 (število)
87 (sédeminósemdeset) je naravno število, za katero velja 87 = 86 + 1 = 88 - 1.

## V matematiki
- sestavljeno število.
- polpraštevilo.
- vsota kvadratov prvih štirih praštevil: {\displaystyle 87=2^{2}+3^{2}+5^{2}+7^{2}\,\!}.
- Ulamovo število {\displaystyle 87=18+69\,\!}.

## V znanosti
- vrstno število 87 ima francij (Fr).

## Drugo
- identifikator ISBN za knjige, tiskane na Danskem

### Leta
- 487 pr. n. št., 387 pr. n. št., 287 pr. n. št., 187 pr. n. št., 87 pr. n. št.
- 87, 187, 287, 387, 487, 587, 687, 787, 887, 987, 1087, 1187, 1287, 1387, 1487, 1587, 1687, 1887, 1887, 1987, 2087, 2187